# JHC Stix
Jouster Hockeyclub Stix is een hockeyclub in de plaats Joure in de gemeente De Friese Meren.
JHC Stix werd op 12 maart 2010 opgericht en is gevestigd aan de Hoge Zomerdijk in Joure.
In 2014 realiseerde de club zijn eigen clubhuis bestaande uit twee chalets, een kleedgebouw en een kantine. Deze accommodatie werd op 1 november 2014 geopend door tophockeyster, meervoudig wereldkampioene en olympischgoudwinnares Naomi van As. Als waardering voor haar prestaties en haar voorbeeldrol in de hockeywereld werd zij benoemd tot erelid van JHC Stix.
De eerste jaren speelde de club op natuurgras, sinds 20 augustus 2016 op een met zand ingestrooid kunstgrasveld. Naast het kunstgraswedstrijdveld heeft de club een kunstgrasinspeelstrook van 14 bij 38 meter. Ook het kunstgrasveld werd op 17 september 2016 door Naomi van As geopend. Op dat moment had de club 133 leden.
De club speelt in een rood shirt en een donkerblauw rokje/broek met blauwe sokken. Naast de F-, E-, D-, C-, B- en A-jeugdteams is er een trimhockeygroep.